# ⊿ (アルバム)
『⊿』（トライアングル）は、Perfumeの通算3作目、2作目のオリジナル・アルバム。2009年7月8日に徳間ジャパンコミュニケーションズから発売された。
本項では、本作の初回限定盤に付属するDVDに収録されたライブ『エスキモー pino presents ディスコ！ディスコ！ディスコ！』についても記述する。

## タイトルについて
ラテン語で「3」を表す「トライ」に由来し、"3"枚目のアルバムであること、メンバーが"3"人であることにリンクさせたものである。また、図形を選んだのは、リスナー側にインパクトを強めるためであるが、「Perfumeには中心的なリーダーがおらず、誰か1人が他の2人を引っ張る形態をとらない」というメンバーのPerfumeに対する考え方から、三角形の頂点が真上を向く形を嫌い、三角形を横に倒した形にされた。

## 収録曲について
「I still love U」と「The best thing」はレコーディング後のミキシングで雰囲気が変わった、とPerfumeのメンバーはコメントしている。
シングルのカップリング曲の中では唯一「23:30」（「ワンルーム・ディスコ」）のみが収録されていない。
1.Take off
本作収録曲で最後にレコーディングされた。
2.love the world
7枚目シングル「love the world」表題曲。
3.Dream Fighter
8枚目シングル「Dream Fighter」表題曲。
4.edge (⊿-mix)
7枚目シングル「love the world」収録曲のアルバム・バージョン。
5.NIGHT FLIGHT
タイアップしたCMのコンセプトをもとに書き下ろされた。
11.ワンルーム・ディスコ
9枚目シングル「ワンルーム・ディスコ」表題曲。
12.願い (Album-mix)
8枚目シングル「Dream Fighter」収録曲のアルバム・バージョン。
当初、収録される予定は無かった。しかし、中田がPerfumeのライブ『エスキモー pino presents ディスコ！ディスコ！ディスコ！』の2009年5月10日の公演を観覧した際、この楽曲の良さを再認識した。その後、一晩でミキシング・バージョンを製作し、収録にこぎつけた。

## ミュージック・ビデオについて
I still love U
監督は関和亮が務めた。
後半でメンバーが微妙な表情を見せるシーンがあるが、これはカメラに映らない部分で3人が足つぼマッサージを受けているためである。足つぼマッサージを受けているアングルを映したものは「I still love U - ネタばらしVersion-」として、オリジナル・バージョンとともに映像作品『Perfume Clips』に収録されている。
NIGHT FLIGHT
タイアップした「ピノ」CMと連動したショート・クリップが制作されているが、配信で発売されたのみで映像作品『Perfume Clips』には未収録となっている。

## タイアップ
- love the world - シャープ「au(KDDI) CDMA 1X WIN W62SH」CMソング[13]
- edge - コーセー「Fasio」CMソング[13]
- NIGHT FLIGHT - 「森永乳業 エスキモー pino」CMソング[9]

## 収録曲

### CD
全作詞・作編曲: 中田ヤスタカ
| #         | タイトル                 | 作詞  | 作曲・編曲 | 時間 |
| --------- | ------------------------ | ----- | ---------- | ---- |
| 1.        | 「Take off」             |       |            | 0:49 |
| 2.        | 「love the world」       |       |            | 4:32 |
| 3.        | 「Dream Fighter」        |       |            | 4:53 |
| 4.        | 「edge (⊿-mix)」         |       |            | 8:43 |
| 5.        | 「NIGHT FLIGHT」         |       |            | 5:21 |
| 6.        | 「Kiss and Music」       |       |            | 2:35 |
| 7.        | 「Zero Gravity」         |       |            | 4:54 |
| 8.        | 「I still love U」       |       |            | 4:33 |
| 9.        | 「The best thing」       |       |            | 4:23 |
| 10.       | 「Speed of Sound」       |       |            | 3:59 |
| 11.       | 「ワンルーム・ディスコ」 |       |            | 5:09 |
| 12.       | 「願い (Album-mix)」     |       |            | 4:58 |
| 合計時間: | 合計時間:                | 54:49 |            |      |

### DVD（初回限定盤のみ）
| #  | タイトル                                                  | 作詞 | 作曲・編曲 |
| -- | --------------------------------------------------------- | ---- | ---------- |
| 1. | 「I still love ＜Special Video Clip＞」                   |      |            |
| 2. | 「NIGHT FLIGHT ＜LIVE@代々木第一体育館 May 10th,'09＞」   |      |            |
| 3. | 「edge ＜LIVE@代々木第一体育館 May 10th,'09 ⊿-version＞」 |      |            |
| 4. | 「love the world ＜TV-SPOT＞」                            |      |            |
| 5. | 「Dream Fighter ＜TV-SPOT＞」                             |      |            |
| 6. | 「ワンルーム・ディスコ ＜TV-SPOT＞」                      |      |            |

## チャート成績について
初週、前作『GAME』の初動約15.4万枚を上回る自己最高記録となる約21.1万枚を売り上げて、同年7月20日付週間アルバムランキングで初登場1位を獲得した。首位獲得は前作に続き2作連続となった。さらに 、同年の女性グループのアルバムの売り上げでは初動記録のみで、その時点のトップになった。

## エスキモー pino presents ディスコ！ディスコ！ディスコ！について
『エスキモー pino presents ディスコ！ディスコ！ディスコ！』（エスキモー ピノ プレゼンツ ディスコ ディスコ ディスコ）は、2009年5月9日・5月10日に、国立代々木競技場第一体育館でPerfumeが開催したライブ。

### セットリスト
5月9日・10日 東京
1. ワンルーム・ディスコ
2. ポリリズム
3. シークレットシークレット
4. edge
5. コンピューターシティ
6. plastic smile
7. マカロニ
8. love the world
9. SEVENTH HEAVEN
10. NIGHT FLIGHT
11. 代々木ディスコMIX
12. Dream Fighter
13. パーフェクトスター・パーフェクトスタイル
14. ジェニーはご機嫌ななめ
15. チョコレイト・ディスコ
16. Puppy love
(アンコール)
17. Perfume
18. 願い